# 2-metil-2,4-pentanodiol
El 2-metil-2,4-pentanodiol, conocido también como hexilenglicol, es un diol de fórmula molecular C6H14O2.
Es un compuesto quiral con dos enantiómeros, (4R)-(-) y (4S)-(+).

## Propiedades físicas y químicas
El 2-metil-2,4-pentanodiol es un líquido aceitoso incoloro con un leve olor dulce.
Su punto de congelación es -40 °C y su punto de ebullición 197 °C.
Tiene una densidad de 0,922 g/cm³, por lo que flota en el agua y se mezcla lentamente con ella. Es soluble también en etanol y éter etílico, pero solo ligeramente soluble en tetracloruro de carbono. Es soluble también en ácidos grasos.
El valor del logaritmo de su coeficiente de reparto, logP = 0,58, indica una solubilidad mayor en disolventes hidrófobos —como el 1-octanol— que en disolventes hidrófilos.
Es un líquido viscoso, siendo el valor de su viscosidad a 20 °C 34 cP (agua = 1 cP; etilenglicol = 16 cP).
Es un compuesto higroscópico incompatible con ácidos fuertes, agentes oxidantes fuertes y agentes reductores fuertes.

## Síntesis y usos
A nivel industrial, el 2-metil-2,4-pentanodiol es producido por hidrogenación del alcohol de diacetona.
Este proceso puede llevarse a cabo con un catalizador de SiO2 cargado con níquel (habiéndose sumergido el SiO2 en tolueno a -78 °C), a 100 - 120 °C bajo presión de hidrógeno de 3 - 30 MPa en presencia de un catalizador de níquel Raney modificado con titanio o empleando un componente activo de níquel y zeolita Y modificada.
También puede utilizarse un catalizador consistente en un componente metálico activo (uno o varios metales de transición del grupo VIIIB o IB) sobre un portador de hidroxiapatito.
El 2-metil-2,4-pentanodiol tiene propiedades tensoactivas y emulsionantes. Su viscosidad relativamente alta así como su baja volatilidad propician su uso en recubrimientos, limpiadores, cosméticos, disolventes y fluidos hidráulicos.
Aunque es irritante en altas concentraciones, ocasionalmente forma parte de productos para el cuidado de la piel y el cabello, jabón y cosméticos para los ojos, en concentraciones que van del 0,1% al 25%.
En el laboratorio, este diol es un precipitante y crioprotector habitual en la cristalografía de proteínas.
Al ser compatible con moléculas polares y apolares, compite con el disolvente en ensayos cristalográficos, posibilitando la precipitación de la proteína.
El 2-metil-2,4-pentanodiol es tan efectivo en cristalografía de proteínas porque su naturaleza anfifílica y su estructura pequeña y flexible permiten que se una a muchas ubicaciones diferentes en la estructura secundaria de la proteína, incluyendo hélices alfa y láminas beta. Dichas uniones eliminan el agua y evitan la formación de hielo durante las técnicas cristalográficas.
Por todo ello, la incorporación de este diol a la disolución mejora la resolución en difracción de rayos X, haciendo que las estructuras de proteínas sean fácilmente identificables. Además, al no ser un agente desnaturalizante enérgico, no altera significativamente la estructura de las proteínas durante el procedimiento de cristalografía.

## Precauciones
Es una sustancia combustible cuando es expuesta a calor o fuego. Su punto de inflamabilidad es de 93 °C y su temperatura de autoignición es de 306 °C. Por encima de 96 °C, las mezclas de esta sustancia con aire pueden ser explosivas.
Por otra parte, es una sustancia irritante, que provoca irritación cutánea e irritación ocular grave.